# 百花奖
《大众电影》百花奖（英語：Hundred Flowers Awards），简称百花奖，取“百花齐放”之意，是中国大陸历史最悠久的电影评选活动，始于1962年，是由中国文学艺术界联合会、中国电影家协会主办、以观众投票为主的中国电影奖项，与金鸡奖、华表奖同獲中国电影家协会主席吴贻弓并称中国电影“三大奖”。百花奖每两年举办一届，一般逢偶数年9月至10月间举行颁奖典礼。

## 历史沿革

### 第1、2届：初期

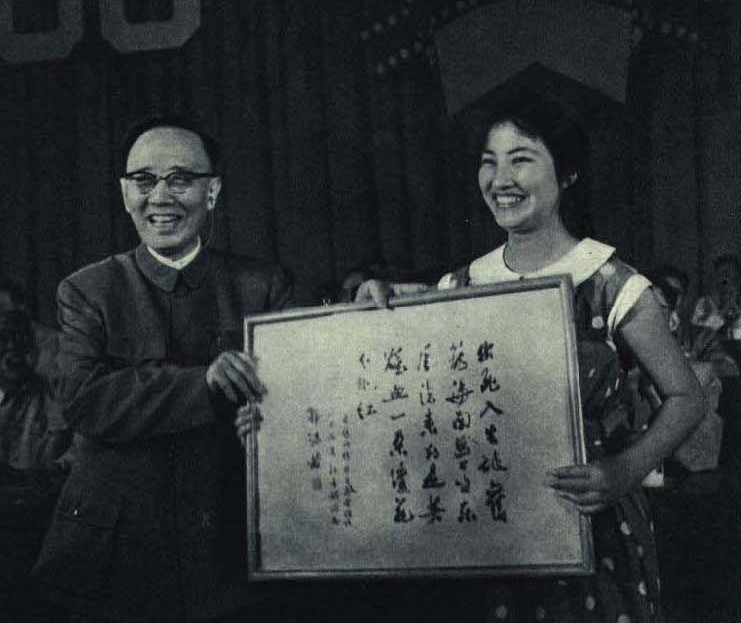
1962年，首届中国电影百花奖上，郭沫若给最佳女演员祝希娟颁奖

1961年6月，在中共中央宣传部召开全国文艺工作座谈会和文化部召开“全国故事片创作会议”之后，“设立一个由观众投票产生的电影奖”的提议得到了总理周恩来的支持和肯定。中国电影工作者协会开始积极筹划群众性的电影评奖活动，最后确定交由所属电影刊物《大众电影》主办，每年举办一次，由《大众电影》的读者评选出获奖国产影片。1961年12月举行首次投票，共收到选票11万多张。1962年5月22日，首届“百花奖”颁奖大会在北京政协礼堂举行，郭沫若、周扬、谢觉哉、齐燕铭等名人出席并为获奖者颁奖。1964年，第三届“百花奖”改由中国电影工作者协会主办，并扩大评选范围，得到选票近九十万张，原拟定于6月下旬颁奖，但受到文艺界“整风运动”影响撤消，“百花奖”宣告停办。

### 第3-27届：双奖阶段
1979年，粉碎四人帮以后，《大众电影》复刊，“百花奖”于1980年复办，收到选票160万张，次年更历史性地收到200多万张选票。
1981年起，由于“百花奖”与中国电影金鸡奖同时颁发，“百花奖”从第四届开始取消技术奖项，仅保留最佳影片、最佳男女主角、最佳男女配角五个奖项。在1980年代，“百花奖”是中国知名度最高，参与性最强、普及面最广的群众评奖活动，投票数以百万计。1992年，与中国电影金鸡奖并入中国金鸡百花电影节。
2003年《第26届大众电影百花奖评选办法》对票房业绩和公映范围做出明确要求，“至少在全国10个省会城市放映过；公映后收回成本；成本大的影片票房达到500万元以上；或在电影频道播出过，收看人次达到2000万以上的国产影片”，参加百花奖评选必须先经过市场和观众的考验。2004年，第27届百花奖在500万元票房作为报名参评标准的基础上，首次委托全国各地影院骨干经理推举候选名单。

### 第28届至今：单独举办
2005年起，“百花奖”改为两年一届，不再与中国电影金鸡奖同时颁发，并于2006年第28届，再次进行重大改革：允许港台影人报名；恢复了最佳男女配角奖、最佳导演奖，增设最佳新人奖；增加网络投票和电话投票；并由101名观众评委组成终评评选委员会，在颁奖典礼现场以按表决器的方式当场选出各大奖项。形成了初选（产生候选名单）、初评（产生提名名单）和终评（产生获奖名单）三个阶段的评奖流程。
2011年3月2日中国电影家协会第八届主席团通过新《大众电影百花奖章程》，不再限制演员国籍，且只要在中国大陆取得上映许可证、票房过500万（或影片电视收视不低于3000万人次）的华语电影即可参加评选。于31届，恢复最佳编剧奖。第32届首次启用全媒体平台投票，除纸质选票外，全面开放网络、视频、微博、微信等方式投票。第34届起，101名终评观众评委由组委会提前从全国32个省、自治区、直辖市电影（影视）家协会，经影评大赛、知识竞赛等形式的选拔中产生。第36届，入围影片增至15部。
2024年3月15日中国电影家协会第十一届主席团修改新章程，明确中国国籍（含港澳台）演职人员可参加单项奖的评选。

## 奖杯
- 第1、2届百花奖没有奖杯，获奖者获赠书法墨宝。
- 第3届使用由中国工艺美术大师钱美华设计、北京珐琅厂制作的景泰蓝奖杯，杯身正中为一朵带叶子的鲜花。
- 第4届至第六届使用由著名女雕塑家闫淑芬设计的“花神”手抱花束造型的奖杯，自此至今，奖杯造型均为女性花神形象。
- 第7届至第10届使用著名女雕塑家张德华设计的花神塑像，“花神”高举一朵含苞待放的鲜花造型的奖杯。
- 第11届至第14届改为姚永康设计的圆雕古典少女造型奖杯。
- 第15届暨首届金鸡百花电影节开始，使用齐耳短发的“花神”高举双手托起鲜花造型的奖杯，并沿用至今[9]。

## 奖项设置
- 最佳影片（前称最佳故事片）：第1届设立至今
  - 次奖为优秀影片（前称优秀故事片）：第27届设立至今
- 最佳导演：第1-3届、第28届设立至今
- 最佳编剧：第1-3届、第31届设立至今
- 最佳男主角、最佳女主角：第1届设立至今
- 最佳男配角、最佳女配角：第1-3届合称最佳配角，第6届设立至今
- 最佳新人：第28届设立至今

### 已取消
- 最佳摄影
- 最佳音乐
- 最佳美术
- 最佳纪录片
- 最佳短纪录片
- 最佳科教片
- 最佳美术片
- 最佳戏曲片
- 最佳纪录片摄影
- 最佳合拍片

## 历届主要奖项
| 年份 | 届数 | 颁奖地 | 最佳故事片                                         | 最佳导演                     | 最佳男主角                | 最佳女主角                 | 最佳男配角                   | 最佳女配角                        | 最佳新人              |
| ---- | ---- | ------ | -------------------------------------------------- | ---------------------------- | ------------------------- | -------------------------- | ---------------------------- | --------------------------------- | --------------------- |
| 2024 | 37   | 成都   | 《志愿军：雄兵出击》                               | 张艺谋《第二十条》           | 朱一龙《人生大事》        | 马丽《第二十条》           | 李雪健《封神第一部》         | 赵丽颖《第二十条》                | 于适《封神第一部》    |
| 2022 | 36   | 武汉   | 《长津湖》                                         | 文牧野《奇迹·笨小孩》        | 张译《悬崖之上》          | 袁泉《中国医生》           | 侯勇《守岛人》               | 朱媛媛《我的姐姐》                | 陈哈琳《奇迹·笨小孩》 |
| 2020 | 35   | 郑州   | 《我和我的祖国》                                   | 郭帆《流浪地球》             | 黄晓明（2）《烈火英雄》   | 周冬雨《少年的你》         | 王传君《我不是药神》         | 袁泉（2）《中国机长》             | 易烊千玺《少年的你》  |
| 2018 | 34   | 佛山   | 《红海行动》                                       | 林超贤《红海行动》           | 吴京《战狼2》             | 陈瑾《十八洞村》           | 杜江《红海行动》             | 蒋璐霞《红海行动》                | 王雨甜《红海行动》    |
| 2016 | 33   | 唐山   | 《烈日灼心》                                       | 乌尔善《寻龙诀》             | 冯绍峰《狼图腾》          | 许晴《老炮儿》             | 李易峰《老炮儿》             | 杨颖《寻龙诀》                    | 庄小龙《战狼》        |
| 2014 | 32   | 兰州   | 《一代宗师》                                       | 赵薇《致我们终将逝去的青春》 | 黄晓明《中国合伙人》      | 章子怡（2）《一代宗师》    | 佟大为《中国合伙人》         | 邓家佳《全民目击》                | 马浴柯《扫毒》        |
| 2012 | 31   | 绍兴   | 《唐山大地震》                                     | 冯小刚（3）《唐山大地震》    | 文章《失恋33天》          | 白百何《失恋33天》         | 孙淳《辛亥革命》             | 宁静《辛亥革命》                  | 张子枫《唐山大地震》  |
| 2010 | 30   | 江阴   | 《建国大业》                                       | 冯小刚（2）《非诚勿扰》      | 陈坤《画皮》              | 赵薇《花木兰》             | 苏有朋《风声》               | 王嘉《惊天动地》 许晴《建国大业》 | 徐箭《惊天动地》      |
| 2008 | 29   | 大连   | 《集结号》                                         | 冯小刚《集结号》             | 张涵予《集结号》          | 李冰冰《云水谣》           | 邓超《集结号》               | 归亚蕾《云水谣》                  | 雷庆瑶《隐形的翅膀》  |
| 2006 | 28   | 杭州   | 《张思德》                                         | 尹力《张思德》               | 吴军《张思德》            | 刘若英《天下无贼》         | 谢霆锋《新警察故事》         | 元秋《功夫》                      | 孙俪《霍元甲》        |
| 2004 | 27   | 银川   | 《手机》                                           | -                            | 葛优（3）《手机》         | 范冰冰《手机》             | -                            | -                                 | -                     |
| 2003 | 26   | 嘉兴   | 《冲出亚马逊》 《邓小平》 《英雄》                 | -                            | 卢奇《邓小平》            | 徐静蕾《开往春天的地铁》   | 王志文《和你在一起》         | 袁泉《美丽的大脚》                | -                     |
| 2002 | 25   | 无锡   | 《大腕》 《二十五个孩子一个爹》 《法官妈妈》       | -                            | 葛优（2）《大腕》         | 周迅《烟雨红颜》           | 英达《大腕》                 | 袁立《绝对情感》                  | -                     |
| 2001 | 24   | 宁波   | 《生死抉择》 《漂亮妈妈》 《芬芳誓言》             | -                            | 王庆祥《生死抉择》        | 巩俐（2）《漂亮妈妈》      | 朱旭《刮痧》                 | 阎青妤《留住心中的月亮》          | -                     |
| 2000 | 23   | 桂林   | 《我的父亲母亲》 《黄河绝恋》 《国歌》             | -                            | 潘长江《明天我爱你》      | 章子怡《我的父亲母亲》     | 尤勇《紧急迫降》             | 陶虹《说好不分手》                | -                     |
| 1999 | 22   | 沈阳   | 《男妇女主任》 《红娘》 《一个都不能少》           | -                            | 赵本山《男妇女主任》      | 刘欣《红娘》               | 牛犇（3）《媳妇你当家》      | 李晓红《银幕恋情》                | -                     |
| 1998 | 21   | 重庆   | 《甲方乙方》 《鸦片战争》 《长征》                 | -                            | 葛优《甲方乙方》          | 刘蓓《甲方乙方》           | 李保田《有话好好说》         | 张路《这女人这辈子》              | -                     |
| 1997 | 20   | 佛山   | 《红河谷》 《大转折》 《离开雷锋的日子》           | -                            | 高明《孔繁森》            | 宁静《红河谷》             | 牛犇（2）《夫唱妻和》        | 宋春丽《离开雷锋的日子》          | -                     |
| 1996 | 19   | 昆明   | 《红樱桃》 《七七事变》 《混在北京》               | -                            | 张国立《混在北京》        | 郭柯宇《红樱桃》           | 方子哥《混在北京》           | 何赛飞《敌后武工队》              | -                     |
| 1995 | 18   | 北京   | 《被告山杠爷》 《留村察看》 《一个独生女的故事》   | -                            | 李仁堂(2)《被告山杠爷》   | 沈丹萍《留村察看》         | 谢园《天生胆小》             | 李媛媛《天生胆小》                | -                     |
| 1994 | 17   | 长沙   | 《凤凰琴》 《重庆谈判》 《炮兵少校》               | -                            | 李保田《凤凰琴》          | 潘虹《股疯》               | 孙飞虎（2）《重庆谈判》      | 丁嘉莉《无人喝彩》                | -                     |
| 1993 | 16   | 广州   | 《大红灯笼高高挂》 《秋菊打官司》 《杨贵妃》       | -                            | 古月（2）《毛泽东的故事》 | 巩俐《大红灯笼高高挂》     | 冯巩《站直了别趴下》         | 陈小艺《离婚》                    | -                     |
| 1992 | 15   | 桂林   | 《周恩来》 《大决战》 《过年》                     | -                            | 王铁成《周恩来》          | 赵丽蓉《过年》             | 葛优《过年》                 | 吕丽萍（2）《青春无悔》           | -                     |
| 1991 | 14   | 北京   | 《焦裕禄》 《龙年警官》 《老店》                   | -                            | 李雪健《焦裕禄》          | 宋佳（2）《落山风》        | 陈裕德（2）《斗鸡》          | 伍宇娟《龙年警官》                | -                     |
| 1990 | 13   | 武汉   | 《开国大典》 《本命年》 《巍巍昆仑》               | -                            | 古月《开国大典》          | 宋佳《庭院深深》           | 孙飞虎《开国大典》           | 林默予《红楼梦》                  | -                     |
| 1989 | 12   | 取消   | 《春桃》 《寡妇村》 《共和国不会忘记》             | -                            | 姜文（2）《春桃》         | 刘晓庆（3）《春桃》        | 申军谊《欢乐英雄》《阴阳界》 | 巩俐《代号美洲豹》                | -                     |
| 1988 | 11   | 深圳   | 《红高粱》 《老井》 《原野》                       | -                            | 张艺谋《老井》            | 刘晓庆（2）《原野》        | 陈佩斯《京都球侠》           | 吕丽萍《老井》                    | -                     |
| 1987 | 10   | 北京   | 《芙蓉镇》 《血战台儿庄》 《孙中山》               | -                            | 姜文《芙蓉镇》            | 刘晓庆《芙蓉镇》           | 祝士彬《芙蓉镇》             | 张晓敏《非常大总统》              | -                     |
| 1986 | 9    | 北京   | 《少年犯》 《日出》 《咱们的退伍兵》               | -                            | 杨在葆（2）《代理市长》   | 方舒《日出》               | 陈裕德《咱们的退伍兵》       | 王馥荔（2）《日出》               | -                     |
| 1985 | 8    | 成都   | 《高山下的花环》 《人生》 《红衣少女》             | -                            | 吕晓禾《高山下的花环》    | 吴玉芳《人生》             | 何伟《高山下的花环》         | 王玉梅《高山下的花环》            | -                     |
| 1984 | 7    | 济南   | 《咱们的牛百岁》 《十六号病房》 《不该发生的故事》 | -                            | 杨在葆《血总是热的》      | 龚雪《大桥下面》           | 刘信义《快乐的单身汉》       | 王馥荔《咱们的牛百岁》            | -                     |
| 1983 | 6    | 福州   | 《人到中年》 《牧马人》 《骆驼祥子》               | -                            | 严顺开《阿Q正传》         | 斯琴高娃《骆驼祥子》       | 牛犇《牧马人》               | 姜黎黎《赤橙黄绿青蓝紫》          | -                     |
| 1982 | 5    | 西安   | 《喜盈门》 《乡情》 《白蛇传》                     | -                            | 王心刚《知音》            | 李秀明《许茂和他的女儿们》 | -                            | -                                 | -                     |
| 1981 | 4    | 杭州   | 《庐山恋》 《天云山传奇》 《七品芝麻官》           | -                            | 达式常《燕归来》          | 张瑜《庐山恋》             | -                            | -                                 | -                     |
| 1980 | 3    | 北京   | 《吉鸿昌》 《泪痕》 《小花》                       | 谢添《甜蜜的事业》           | 李仁堂《泪痕》            | 陈冲《小花》               | 刘晓庆《瞧这一家子》         | 刘晓庆《瞧这一家子》              | -                     |
| 1963 | 2    | 北京   | 《李双双》                                         | 王苹《槐树庄》               | 张良《哥俩好》            | 张瑞芳《李双双》           | 仲星火《李双双》             | 仲星火《李双双》                  | -                     |
| 1962 | 1    | 北京   | 《红色娘子军》                                     | 谢晋《红色娘子军》           | 崔嵬《红旗谱》            | 祝希娟《红色娘子军》       | 陈强《红色娘子军》           | 陈强《红色娘子军》                | -                     |